# Dangjiaxian
Dangjiaxian är en socken i nordvästra Kina. Den ligger i Huining härad i staden Baiyin i provinsen Gansu, omkring 150 kilometer öster om provinshuvudstaden Lanzhou. Antalet invånare är 17 866. Befolkningen består av 8 688 kvinnor och 9 178 män. Barn under 15 år utgör 18,0 %, vuxna 15-64 år 72 %, och äldre över 65 år 8,0 %.